# Somos Gitanos
Somos Gitanos é o décimo primeiro álbum de estúdio da banda Gipsy Kings, lançado a 2 de Outubro de 2001.
O disco atingiu o nº 1 do Latin Pop, o nº 3 do Top Latin Albums e o nº 1 do Top World Music Albums.

## Faixas
1. "Somos Gitanos" (Reyes, Reyes) - 3:41
2. "Majiwi" (Reyes, Reyes, Reyes) - 4:31
3. "Mi Fandango" (Baliardo, Reyes) - 4:54
4. "Como un Silenco" (Reyes) - 4:50
5. "Lleva Me el Compas" (Reyes, Reyes, Reyes) - 3:32
6. "Felices Dias" (Baliardo) - 3:35
7. "Poquito a Poco" (Baliardo, Reyes, Soles) - 3:12
8. "Magia del Ritmo" (DUbaldo) - 4:06
9. "Quiero Libertad" (Baliardo, Reyes) - 4:10
10. "Jo Busco un Camino" (Baliardo, Reyes) -  4:16
11. "Flamencos en el Aire" (Baliardo) -  4:04
12. "Solo, Solo Dire" (Manolo) - 3:52

## Créditos
- Tonino Baliardo - Guitarra
- Denis Benarrosch - Percussão
- Bob Boisadan - Piano, acordeão
- André Ceccarelli - Bateria
- Laurent de Gasperis - Guitarra elétrica
- Dominique Droin - Órgão, guitarra acústica, teclados
- Marc Jacquemin - Bateria
- Rabah Khalfa - Percussão
- Gerard Prevost - Baixo, sintetizador
- Andre Reyes - Guitarra rítmica, vocal, vocal de apoio, palmas
- Georges "Baule" Reyes - Guitarra rítmica, vocal de apoio, palmas
- Nicolás Reyes - Vocal, vocal de apoio
- Patchai Reyes - Vocal, vocal de apoio
- Pacheco Rodolfo - Conga
- Negrito Trasante-Crocco - Bateria
- Dominique Vernhes - Acordeão